# Donauinsel
Donauinsel – wyspa rzeczna w Donaustadt, 22. dzielnicy Wiednia, w Austrii. Jest położona pomiędzy Dunajem a kanałem Neue Donau. Długość wyspy wynosi 21,1 km, a szerokość waha się w przedziale 70–210 metrów.

## Rekreacja
Wyspa jest ulubionym terenem rekreacyjnym dla wielu Wiedeńczyków. Na jej brzegach znajdują się liczne bary, restauracje i kluby nocne. Jest również dobrym miejscem do jazdy na rowerze, rolkach, pływania na kajakach. Znajduje się tam również plaża zwana Copa Cagrana nawiązująca swą nazwą do plaży Copacabana w Rio de Janeiro. Kagran jest częścią 22. dzielnicy w pobliżu Donauinsel.
W południowej i północnej części wyspy znajdują się plaże dla nudystów, które są bezpłatne i dostępne dla każdego.

## Festiwal
Corocznie pod koniec czerwca na wyspie odbywa się Donauinselfest – międzynarodowy festiwal typu open air.
23 września 2008, w ramach Mistrzostw Europy w piłce nożnej organizowanych wspólnie przez Austrię i Szwajcarię, na Donauinsel zorganizowano pierwszy w historii koncert Madonny w Austrii.

## Ochrona przed powodzią
Wyspa powstała w latach 1972–1988 jako „produkt uboczny” planu regulacji rzeki Dunaj.
Ponieważ Dunaj przepływa bezpośrednio przez Wiedeń, przez wiele lat powodzie stanowiły istotne zagrożenie. Aby zabezpieczyć miasto przed powodziami, wykopano dodatkowy kanał, równoległy do głównego koryta rzeki tzw. Nowy Dunaj (niem. Neue Donau). Wykopana w tej sposób ziemia utworzyła wyspę.

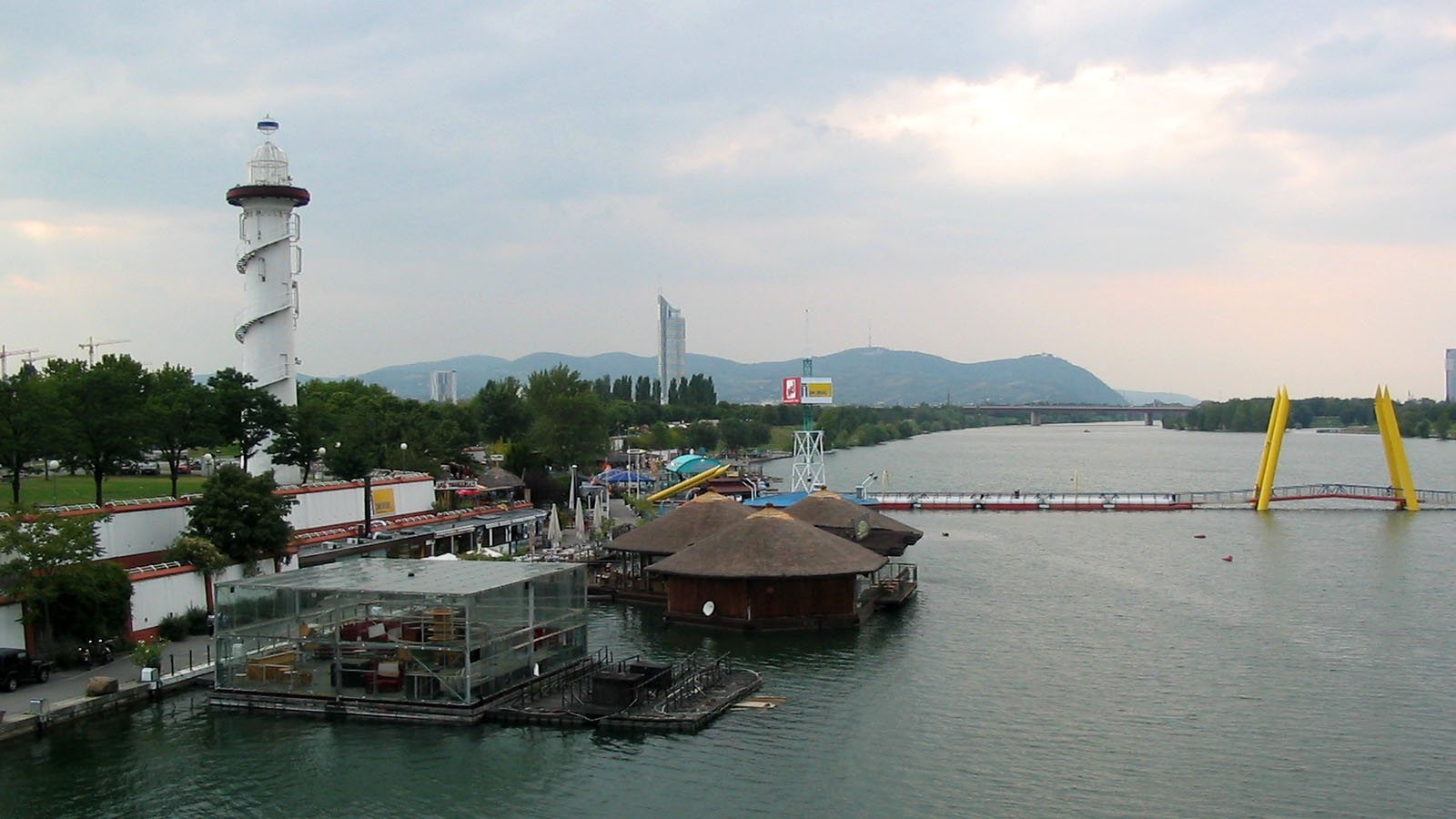
Widok na Donauinsel z latarnią morską

## Przypisy

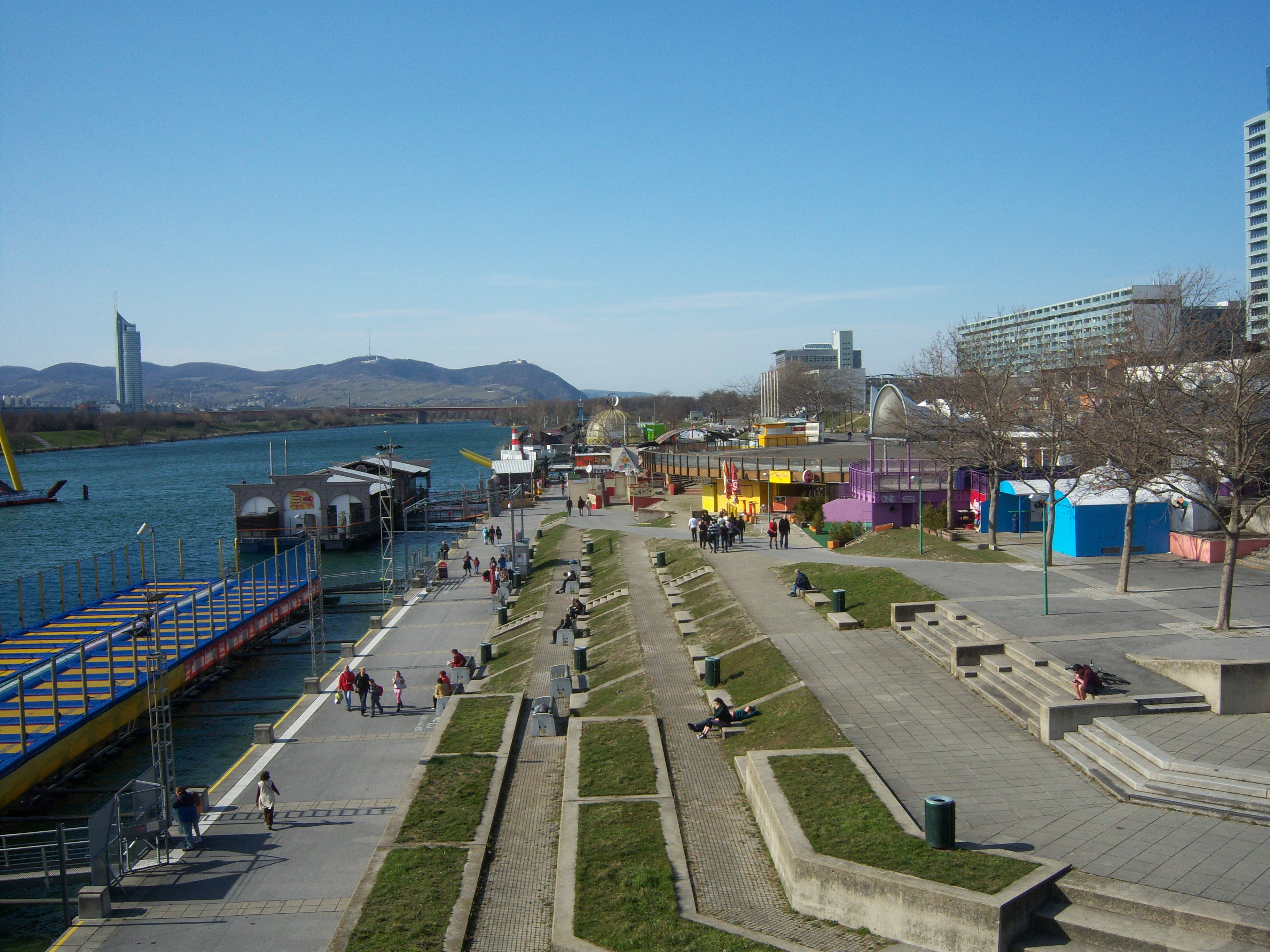
Widok na Copa Cagrana

### Mapy
- Mapa Wiednia przedstawiająca wyspą (ang): 2008, strona:MapAustria-Vienna.
- Mapa interaktywna Vienna tourist map.
- Lepsza mapa Map of the island opracowana przez Urząd Miasta Wiedeń.